# 엑스박스 원 게임 목록
다음은 엑스박스 원의 발매된 게임 목록이다.

## 엑스박스 원 게임

### 독점여부
- 네 = 엑스박스 원의 독점작.
- 엑스박스 = 엑스박스 시리즈 (엑스박스, 엑스박스 360, 엑스박스 원) 독점작.
- 콘솔 = 다른 가정용 게임기 기종으로 발매되지는 않으나 PC버전이나 모바일 플랫폼같은 기종으로 발매.
- 기한독점 = 한정적인 기간 동안만 독점으로 발매.
- 아니요 = 플레이스테이션 시리즈와 같은 다른 기종으로도 발매.

### 목록
| 게임 제목                       | 개발사                                       | 배급사          | 한국             | 북미             | 일본             | 유럽             | 독점여부 |
| ------------------------------- | -------------------------------------------- | --------------- | ---------------- | ---------------- | ---------------- | ---------------- | -------- |
| 데드 라이징 3                   | 캡콤                                         | 마이크로소프트  | 2014년 9월 23일  | 2013년 11월 22일 | 2014년 9월 4일   | 2013년 11월 22일 | 콘솔     |
| 디아블로 III: 영혼을 거두는 자  | 블리자드 엔터테인먼트                        | 액티비전        | 2014년 8월 19일  | 2014년 8월 19일  |                  | 2014년 8월 19일  | 아니요   |
| 배틀필드 4                      | EA 디지털 일루션스 크리에이티브 엔터테인먼트 | 일렉트로닉 아츠 | 2014년 9월 23일  | 2013년 11월 19일 | 2014년 9월 4일   | 2013년 11월 21일 | 아니요   |
| 어쌔신 크리드 IV: 블랙 플래그   | 유비소프트 몬트리올                          | 유비소프트      | 2014년 9월 23일  | 2013년 11월 22일 | 2014년 9월 4일   | 2013년 11월 22일 | 아니요   |
| 어쌔신 크리드 유니티            | 유비소프트 토론토                            | 유비소프트      | 2014년 11월 13일 | 2014년 11월 11일 | 2014년 11월 20일 | 2014년 11월 13일 | 아니요   |
| 앵그리버드 스타워즈             | 로비오 엔터테인먼트                          | 칠링고          |                  | 2013년 11월 22일 |                  | 2013년 11월 22일 | 아니요   |
| EA 스포츠 UFC                   | EA 캐나다                                    | EA 스포츠       | 2014년 9월 23일  | 2014년 9월 20일  | 2014년 9월 23일  | 2014년 9월 17일  | 아니요   |
| 주 타이쿤                       | 프론티어 디밸롭먼트                          | 마이크로소프트  | 2014년 9월 23일  | 2013년 11월 22일 | 2014년 9월 4일   | 2013년 11월 22일 | 엑스박스 |
| 콜 오브 듀티: 고스트            | 인피니티 워드                                | 액티비전        | 2014년 9월 23일  | 2013년 11월 15일 | 2014년 10월 9일  | 2013년 11월 15일 | 아니요   |
| 콜 오브 듀티: 어드밴스드 워페어 | 슬레지해머 게임즈                            | 액티비전        | 2014년 11월 13일 | 2014년 11월 4일  | 2014년 11월 13일 | 2014년 11월 4일  | 아니요   |
| 크림슨 드래곤                   | SEGA                                         | 마이크로소프트  | 2014년 9월 23일  | 2013년 11월 22일 | 2014년 9월 4일   | 2013년 11월 22일 | 네       |
| 툼 레이더                       | 크리스털 다이내믹스                          | 스퀘어 에닉스   | 2014년 9월 23일  | 2014년 1월 31일  | 2014년 9월 4일   | 2013년 1월 28일  | 아니요   |
| 파이널 판타지 영식              | 스퀘어 에닉스                                | 스퀘어 에닉스   | 2015년           | 2015년           | 2015년           | 2015년           | 아니요   |
| 파이널 판타지 XV                | 스퀘어 에닉스                                | 스퀘어 에닉스   | 2015년           | 2015년           | 2015년           | 2015년           | 아니요   |
| 포르자 모터스포츠 5             | 턴 10 스튜디오                               | 마이크로소프트  | 2014년 9월 23일  | 2013년 11월 22일 | 2014년 9월 4일   | 2013년 11월 22일 | 네       |
| 피파 14                         | EA 캐나다                                    | EA 스포츠       |                  | 2013년 11월 19일 |                  | 2013년 11월 21일 | 아니요   |
| 피파 15                         | EA 캐나다                                    | EA 스포츠       | 2014년 9월 23일  | 2014년 9월 23일  | 2014년 10월 9일  | 2014년 9월 26일  | 아니요   |

## 같이 보기

### 같은 세대 기종
- 플레이스테이션 4 게임 목록

### 7세대
- 엑스박스 360 게임 목록
- 플레이스테이션 3 게임 목록
- Wii 소프트웨어 목록